# Гелен Том Едвардс
Гелен Том Едвардс (англ. Helen Thom Edwards; 27 травня 1936 — 21 червня 2016) — американська вчена, фізик, спеціалістка з фізики прискорювачів. Була ключовою особою при проектуванні та будівництві прискорювача заряджених частинок Теватрон в Національній лабораторії прискорювачів Фермі.

## Освіта
У 1953 році закінчила приватну школу для дівчат у Вірджинії. У 1957—1966 роках навчалася у Корнельському університеті. Отримала ступінь бакалавра з фізики, потім здобула ступінь магістра в під керівництвом Кеннета Грейзена, а в 1966 році — доктора філософії, працюючи під керівництвом Бойса Макденіела в лабораторії ядерних досліджень.

## Кар'єра
Після здобуття доктора філософії Едвардс залишилась працювати у Корнеллі. Почала свою кар'єру на посаді наукового співробітника на прискорювачі 10 GEV Electron Synchrotron (синхротрон потужністю 10 ГеВ). під керівництвом Роберта Вілсона. У 1970 році Едвардс знову приєдналася до Вілсона, перейшовши до Національної прискорювальної лабораторії Фермі (Фермілаб).
У Фермілабі Едвардс призначили заступником керівника відділу прискорення частинок. Вона брала участь у проектуванні, будівництві, введенні в експлуатацію і експлуатації прискорювача Теватрон, який впродовж 25 років був найпотужнішим колайдером у світі. Перші зіткнення протонів та антипротонів на Теватроні були записані у 1985 році. У 1995 році за допомогою Теватрона відкрили t-кварк, а у 2000 році — тау-нейтрино. У 1989-92 роках Едвардс брала участь у проектуванні Надпровідного суперколайдера (Superconducting Super Collider) в Техасі. Але проект був припинений у 1993 році.
Після 1992 року Едвардс займалася проектуванням високоградієнтних, надпровідних лінійних прискорювачів, а також інтенсивних джерел електронів. Допомагала науковцям Німецького електрон-синхротрона (Deutsches Elektronen-Synchrotron, DESY) розробляти надпровідну технологію прискорювачів. Вона керувала групою Fermilab, яка співпрацювала з DESY в 1990-х роках і побудувала фотоінжектор для випробувального обладнання TESLA у німецькій лабораторії.
30 вересня 2011 року Гелен Едвардс запросили урочисто вимкнути Теватрон на офіційній церемонії закриття проекту.

## Нагороди та відзнаки
- Премія Роберта Вілсона за досягнення у фізиці прискорювачів частинок від Американського фізичного товариства (2003)
- Премія USPAS за досягнення в галузі фізики і технологій прискорювача (1985)[8]
- Премія Ернеста Орландо Лоуренса від Міністерства енергетики США (1986)[9]
- Стипендія Фонду Макартура 1988[10]
- Обрано до Національної інженерної академії (1988)
- Національна медаль технологій та інновацій (1989)[11]